# 埃斯特朗
埃斯特朗（符号為Å），简称埃，亦有訛稱「埃米」，是一个长度计量单位。常用于原子直径、化學键长、可见光的波长，也应用于结构生物学。原子的共價半徑在0.3埃（氢）和2.3埃（铯）之间。
埃斯特朗並不是国际制单位，但是可与国际制单位进行换算，一埃是十分之一奈米（即1 Å = 10−10 米 = 0.1奈米）。
埃斯特朗这个单位是为了纪念瑞典科学家安德斯·埃斯特朗（Anders Jonas Ångström）而命名的。埃斯特朗是光谱学的创始人之一，他为太阳光谱的辐射波长制作了谱图，即以埃为单位。他同时也钻研热传导、地磁学和北极光。

## 電腦編碼
中，U+212B（Å）也是埃斯特朗符号（angstrom sign）；但  推荐使用标准化的 U+00C5（Å），而可以将前者看成是一个编码错误。